# Хенераль-Ареналес (округ)
Округ Хенераль-Ареналес (ісп. General Arenales) — адміністративно-територіальна одиниця 2-ого рівня у провінції Буенос-Айрес в центральній Аргентині. Адміністративний центр округу — Хенераль-Ареналес (ісп. General Arenales).
Населення округу становить 14903 особи (2010). Площа — 1522 кв. км.

## Історія
Округ заснований у 1889 році.

## Населення
У 2010 році населення становило 14903 особи. З них чоловіків — 7268, жінок — 7635.

## Політика
Округ належить до 4-ого виборчого сектору провінції Буенос-Айрес.